# Eutelia nigricans
Eutelia nigricans är en fjärilsart som beskrevs av Holland 1920. Eutelia nigricans ingår i släktet Eutelia och familjen nattflyn. Inga underarter finns listade i Catalogue of Life.